# Lovci kožišin
Lovci kožišin (1934) je dobrodružný román pro mládež ze života kanadských traperů a farmářů od českého spisovatele Františka Flose. Vypráví se v něm o dramatických lovech zvěře, o obtížném životě lidí v pralesních pustinách i o obětavém přátelství bílých a rudých lovců.

## Obsah románu
Román začíná v době prohibice ve Filadelfii. Skupina mladíků z vážených rodin se z nerozvážnosti rozhodne pomoci podloudníkům při pašování alkoholu a jsou odhaleni policií. Mezi nimi je i hlavní hrdina románu Dan Hautaine, který je při střetnutí s policií zraněn a málem se utopí. Život mu zachrání kapitán Richard, který je sice také podloudníkem, ale využije zmatku a v bezpečí dopraví mladíka na břeh k jeho dědečkovi, u kterého Dan žije. Z Dana a Richarda se stanou velcí přátelé.
Po čase dostane Dan dopis od své matky z Chicaga, že jeho otec, známý bankéř zmizel. Odjede okamžitě v doprovodu Richarda za svou matkou, kde se dozví, že jeho otec v poslední době nervově těžce onemocněl, dostává záchvaty a dokonce při nich ztrácí vědomí. Pak se  objeví jeho vzkaz, že odjíždí, aby po něm nepátrali. Brzy se zjistí, že  byl spatřen v Seattlu, odkud odjel lodí do kanadského Vancouveru. Dan s Richardem se vydají v jeho stopách. Seznámí se s lovcem Abrahámem Grassem, který jim přislíbí v jejich hledání pomoc.
Dan se s Richardem vydávají na sever, kde Grass loví pro kožišiny zvířata. Postupně se zaučují v lovu a seznámí se i s místními Indiány. Když jim lupiči v jejich nepřítomnosti zapálí chatu a ukradnu všechny zásoby, vezmou je Indiáni k sobě do tábora.  Na jaře se všichni vydávají na další putování. Dostanou se k rozestavěné železnici a stanou se dělníky.
Danův otec se zatím zotavuje u svého bratra a švagrové poblíž městečka Peace River v Albertě. K jeho uzdravení nejvíce přispívá jeho malá neteř Marie Anna, která si s ním povídá, hraje mu na klavír a přichází za ním, kdy na něj padá malomyslnost a vždy ho nějak rozptýlí. Marie Anna není přitom jeho pokrevní neteř, protože jí jako sirotka jeho bratr se ženou přijali za vlastní.
Jednoho dne podnikne otec Dana se svými příbuznými výlet do hor a jsou svědky, jak dojde k sesuvu, který sebou strhne několik chatrčí dělníků na stavbě železnice. Díky úspěšným záchranným akcím je ze sutin zachráněn Dan, který se tak šťastně setká se svým otcem. 
Dan se s otcem, Richardem a Grassem vrací zpět domů. Dan a Richard pokračují do Filadelfie k Danovu dědečkovi Grass se zde vydává za svou rodinou. Těsně před odchodem si slíbí, že se budou navštěvovat a vydají se zase někdy na sever, aby si zalovili a opravili chatu. Navíc dědeček sežene Grassovi stálou práci, aby nemusel každý rok jezdit na sever pracně lovit a tím získávat peníze na obživu.